# Teatro Premier
El Teatro Premier (primero llamado Cine-Teatro Premier) es uno de los clásicos teatros de la Avenida Corrientes en la ciudad de Buenos Aires, Argentina.
Fue proyectado por el ingeniero Domingo Bianchi, con una fachada curva con referencias al estilo art decó, como las dos estatuas que flanquean la marquesina (obra del escultor Ferrari), y un gran ventanal que toma los tres pisos superiores que tiene el edificio. El Cine-Teatro Premier fue inaugurado el 27 de octubre de 1944. Sus interiores estaban decorados en estilo clásico: las 1200 butacas eran estilo Luis XV, tapizadas en escarlata, la garganta que iluminaba el escenario fue decorada con tonos dorados, y el cielo raso tenía una garganta para la iluminación difusa.
Dentro de los espectáculos y eventos ocurridos en el Premier, es especialmente recordado la partida de ajedrez "Diario La Nación", entre Víctor Korchnoi y Lev Polugayevski, que se enfrentaron en julio de 1980. Todo el teatro fue preparado especialmente para la partida, con modificaciones y estructuras proyectadas especialmente por el arquitecto Jorge Serrano. En la actualidad, el Premier conserva la decoración original de su foyer, un rasgo que la mayoría de los teatros de Avenida Corrientes han perdido por sus sucesivas remodelaciones.

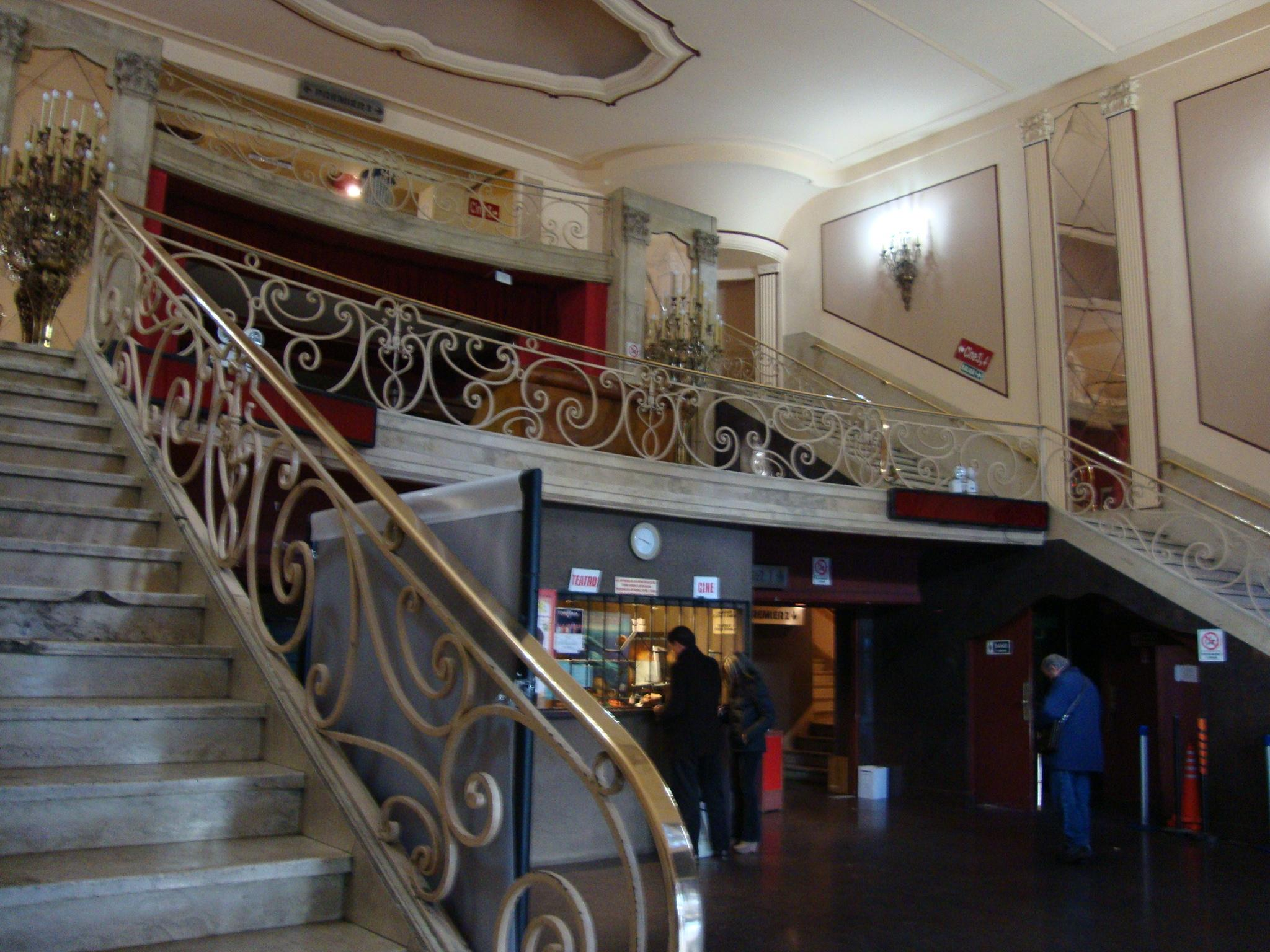
Fachada mostrando esculturas art-decó

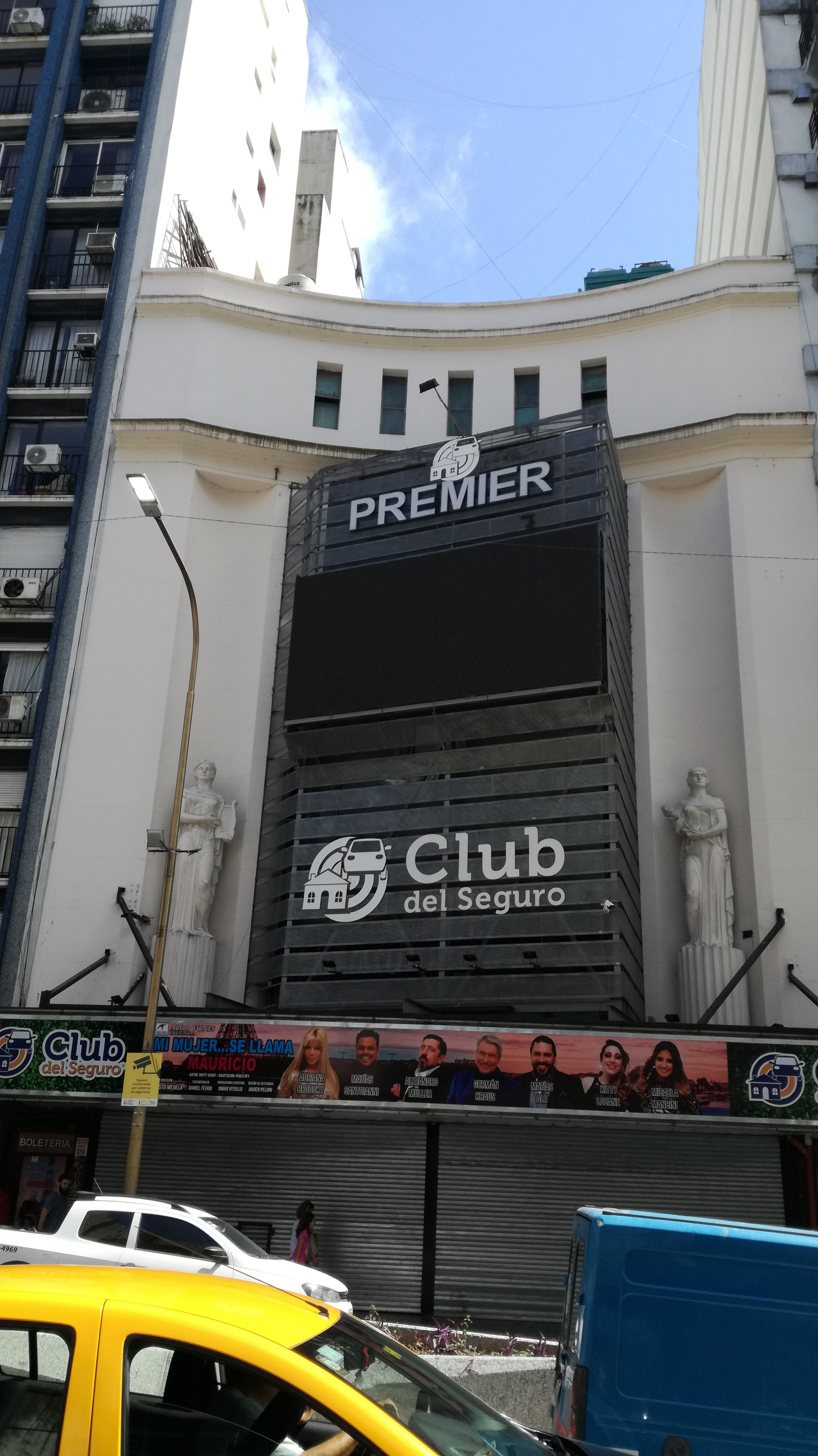

En noviembre de 2011, los propietarios del Cine Premier adquirieron un proyector de cine 3D, buscando darle un nuevo impulso al establecimiento.